# Plywe katscha po Tyssyni
Plywe katscha po Tyssyni (ukrainisch Пливе кача по Тисині, deutsch „Ein Entchen schwimmt auf der Theiß“) ist ein ukrainisches Volkslied und Klagelied der Lemken oder der Transkarpaten. Bekannt wurde das Lied, nachdem es beim Gedenkgottesdienst für die Opfer des Euromaidan als Requiem gespielt wurde.

## Entstehung
Die Grundlage des Liedes bildet ein transkarpatisches Volkslied aus der Mitte des 19. Jahrhunderts. In der ursprünglichen Version handelte der Text vom Schicksal und Tod einer jungen Frau, die sich weigerte, jemanden zu heiraten, den sie nicht liebte, und sich somit gegen den Willen ihrer Mutter stellte. Gegen Ende des 20. Jahrhunderts wurde es in das ukrainische Volksgut übernommen, wobei der Text abgeändert wurde. In dieser Fassung handelt es nun von einem jungen Soldaten, der in den Krieg ziehen soll.
Nach dem Folkloristen Iwan Chlanta wurde das Lied erstmals in den 1940er Jahren von dem Komponisten und Folkloristen Desyderij Sador im Dorf Wolowez in der Oblast Transkarpatien aufgenommen. Es wurde in der Sammlung Народні пісні підкарпатських русинів („Volkslieder der Ruthenen des Karpatenvorlandes“) im Jahr 1944 in Uschhorod veröffentlicht.
Der Autor und Philologe Wassyl Sokil stellte besonders die literarische Geschichte des Liedes heraus. Die Grundlage für das Lied stammte aus dem Volksgut und wurde dann maßgeblich von dem transkarpatischen Schriftsteller und Übersetzer Wassyl Grendscha-Donskyj überarbeitet. Während des Zweiten Weltkriegs und der bewaffneten Kämpfe in den 1950er Jahren gehörte das Lied zum Repertoire der Soldaten der Ukrainischen Aufständischen Armee.

## Bekannte Aufführungen und Veröffentlichungen
Erstmals professionell aufgeführt wurde das Lied in den 1960er Jahren von der Solistin des Transkarpatischen Volkschores, Wira Bahanytsch. Im Jahr 1972 veröffentlichte sie es auf Schallplatte bei der Plattenfirma Мелодія Melodija („Melodie“).
In den Jahren darauf folgten weitere Aufführungen verschiedener Interpreten. Im Jahr 1986 wurde das Lied ins Repertoire der Band Ватра („Feuer“) aus Lwiw aufgenommen – zu Anfang als Solo gesungen von Oksana Bilosir, später im Duett mit Victor Morozov.
1988 wurde es von der kanadisch-ukrainischen Band Черемшина auf ihrem Album Cheremshyna (volume 3) veröffentlicht. Sie ergänzten zur ursprünglichen Version mit Transkarpatischem Volkschor noch einfachen Gesang, der „die Herzen der Zuhörenden berühren und ihnen helfen sollte, den Schmerz einer Mutter zu verstehen, die ihren geliebten Sohn verloren hat“.
Im Jahr 2000 war das Lied Teil des gemeinsamen Albums Наші партизани („Unsere Partisanen“) von Taras Tschubaj mit den Bands Плач Єремії und Скрябін. Besonders bekannt wurde das Lied allerdings erst 2002, mit der Veröffentlichung auf dem Album Ельдорадо („Eldorado“) der Band Pikkardijska Terzija.
Neben Pikkardijska Terzija sorgten weitere Aufführungen, insbesondere von Chören, für mehr Aufmerksamkeit. Im ukrainischen Rock und Metal wird das Lied des Öfteren in der Instrumentalfassung von Lutomysl (Лютомисл) gespielt. Das dänische Neo-Folk-Musikprojekt Die weiße Rose spielte es in ihrem Konzert in Kiew im Jahr 2015 ebenfalls und nahm es in sein Live-Album White Roses In Bloom In Kyiv mit auf. In den Jahren seit 2014 folgten viele Aufnahmen verschiedenster Interpreten.
Das Lied wurde außerdem im Soundtrack zum ukrainischen Dokumentarfilm Срібна Земля. Хроніка Карпатської України 1919–1939 („Silberne Erde. Chronik der Karpaten-Ukraine 1919–1939“) aus dem Jahr 2012 verwendet.

## Bedeutung während und seit der Maidan-Revolution

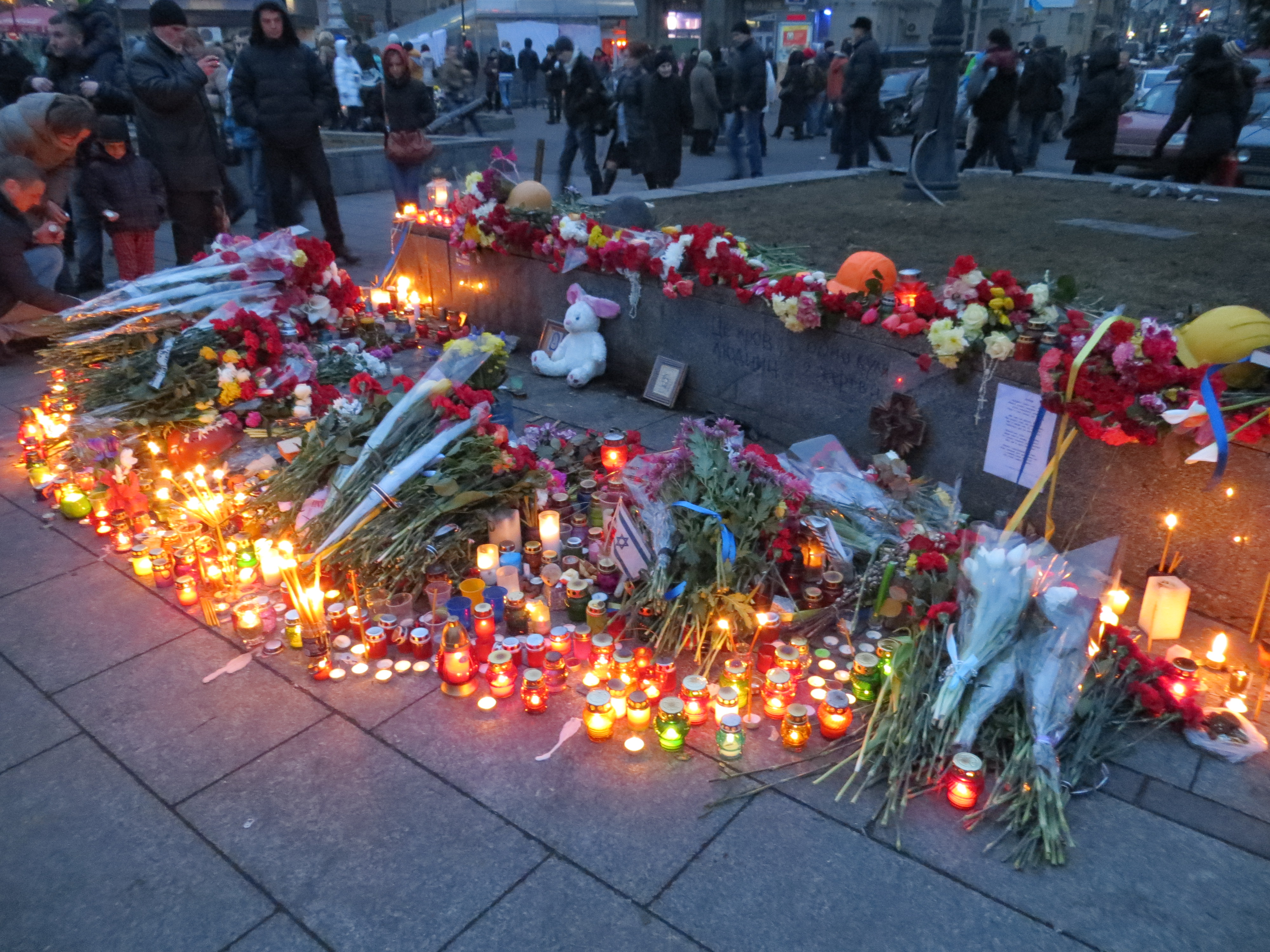
Gedenken an die Opfer des Euromaidan, 23. Februar 2014.

Während des ersten Gedenkgottesdienstes für die Opfer des Euromaidan (Revolution der Würde) auf dem Majdan Nesaleschnosti in Kiew wurde die Version von Pikkardijska Terzija als Requiem gespielt. Diese Fassung wurde außerdem im Januar 2014 bei der Beerdigung des belarussischen Journalisten und Aktivisten Michail Schysneuski aufgeführt, da es sein Lieblingslied war.
Aufgrund der starken inhaltlichen und emotionalen Bedeutung des Liedes wurde es schließlich zu einer inoffiziellen Hymne in Erinnerung an die Opfer der Maidan-Bewegung.
Seither wird das Lied außerdem oft aufgeführt in Gedenken an die Opfer des Russisch-Ukrainischen Krieges in der Ostukraine, insbesondere im Donbas.

## Text
Das Lied besteht aus sechs Strophen mit je zwei Verszeilen, wobei jede Zeile einmal wiederholt wird, wodurch die Strophe vier Verse erhält.
Es beginnt mit dem Vers „Ein Entchen schwimmt auf der Theiß“. Daraufhin wird ein Gespräch einer Mutter mit ihrem Sohn beschrieben. Dieser ist ein junger Rekrut, der als Soldat in die Fremde ziehen soll. In dem Dialog bittet er seine Mutter zunächst, ihn in dieser dunklen Stunde nicht zu schelten. Danach fragt er sie, was mit ihm passiere, wenn er in der Fremde fallen sollte. Sie antwortet, dann würde er von fremden Leuten begraben werden. Darauf fragt er, ob sie dies nicht bedauern würde, und sie entgegnet, wie sie das nicht bedauern könnte, wenn er doch auf ihrem Herzen gelegen hatte. Am Ende wird der Anfangsvers „Ein Entchen schwimmt auf der Theiß“ nochmals zweimal wiederholt.